# 1386
Il 1386 (MCCCLXXXVI in numeri romani) è un anno  del XIV secolo.

## Eventi
- Cominciano i lavori di costruzione del Duomo di Milano.
- 25 giugno - Battaglia delle Brentelle: nei pressi di Padova, si affrontano le truppe dei Carraresi, al comando di Giovanni Ubaldini, e quelle degli Scaligeri, signori di Verona, capitanate da Cortesia Serego.
- 28 dicembre - A Parigi si svolge l'ultimo duello di Dio legittimato dalla legge francese, fra Jean de Carrouges e Jacques Le Gris.

## Nati
- 12 marzo - Ashikaga Yoshimochi, militare giapponese († 1428)
- 15 aprile - Lancillotto di Navarra, patriarca cattolico spagnolo († 1420)
- 24 giugno - Giovanni da Capestrano, religioso italiano († 1456)
- 16 settembre - Ambrogio Traversari, presbitero, teologo e umanista italiano († 1439)
- 25 novembre - Elisabetta Achler, religiosa e mistica tedesca († 1420)
- Alberto Alberti, cardinale e vescovo cattolico italiano († 1445)
- Guido I Aldobrandeschi, conte italiano († 1438)
- Alessandro I di Georgia, sovrano († 1446)
- Beatrice di Navarra, nobile († 1410)
- Beatrice d'Aviz, nobile portoghese († 1447)
- Cristoforo Buondelmonti, geografo e monaco cristiano italiano
- Donatello, scultore, pittore e architetto italiano († 1466)
- Enrico XVI di Baviera-Landshut, duca tedesco († 1450)
- Eleanor Holland, nobile britannica
- Guilbert de Lannoy, cavaliere medievale fiammingo († 1462)
- Mehmet I, sultano ottomano († 1421)
- Niccolò Piccinino, condottiero italiano († 1444)
- Pietro di Foix, arcivescovo cattolico, cardinale e religioso francese († 1464)
- Giovanni Tavelli, vescovo cattolico italiano († 1446)
- Niccolò Tedeschi, arcivescovo cattolico e giurista italiano († 1445)

## Morti
- 11 gennaio - Bartolomeo da Cogorno, cardinale italiano
- 11 gennaio - Giovanni da Amelia, cardinale e arcivescovo cattolico italiano (n. 1309)
- 11 gennaio - Ludovico da Venezia, francescano, teologo e cardinale italiano
- 11 gennaio - Marino del Giudice, cardinale e arcivescovo cattolico italiano
- 4 febbraio - Hugh Segrave, politico inglese
- 24 febbraio - Carlo III di Napoli, sovrano (n. 1345)
- 26 febbraio - Margherita di Brieg, duchessa
- 3 marzo - Guido de Beziis d'Arezzo, vescovo cattolico italiano
- 24 marzo - Giovanni I d'Alvernia, conte francese
- 27 aprile - Eleonora Telles de Menezes, regina
- 22 maggio - Filippo Ruffini, cardinale e vescovo cattolico italiano
- 9 luglio - Leopoldo III d'Asburgo, duca (n. 1351)
- 9 luglio - Arnold von Winkelried, cavaliere medievale svizzero
- 15 settembre - Rolando de' Medici, beato italiano
- 16 ottobre - Hugh de Stafford, II conte di Stafford, nobile britannico
- 28 ottobre - Sinibaldo Ordelaffi, nobile italiano (n. 1336)
- 29 dicembre - Jacques Le Gris, cavaliere medievale francese
- 31 dicembre - Giovanna di Baviera, nobile tedesca (n. 1362)
- Giovanni Abbarbagliati, abate italiano (n. 1295)
- Baldassarre Buonaiuti, storico italiano (n. 1336)
- Paolo Cadamosto, vescovo cattolico italiano
- Dobrotitsa, nobile bulgaro
- Eric II di Sassonia-Lauenburg, duca
- Alice d'Ibelin, nobile cipriota
- John di Islay, Signore delle Isole, nobile scozzese
- William Langland, scrittore britannico (n. 1332)
- Giovanni Genesio Quaglia, francescano italiano
- Cortesia Serego, condottiero e ambasciatore italiano
- Davide Stewart, conte di Strathearn, nobile scozzese (n. 1357)
- Corrado II Trinci, nobile italiano
- Francesco II Ventimiglia, nobile, politico e militare italiano
- Violante Visconti, nobile italiana (n. 1354)
- Eufemia de Ross, regina scozzese
- Ugo di Lusignano, principe (n. 1335)
- Dan I di Valacchia, principe

## Calendario
| Calendario 1386 | Calendario 1386 | Calendario 1386 | Calendario 1386 | Calendario 1386 | Calendario 1386 | Calendario 1386 | Calendario 1386 | Calendario 1386 | Calendario 1386 | Calendario 1386 | Calendario 1386 | Calendario 1386 | Calendario 1386 | Calendario 1386 | Calendario 1386 | Calendario 1386 | Calendario 1386 | Calendario 1386 | Calendario 1386 | Calendario 1386 | Calendario 1386 | Calendario 1386 | Calendario 1386 | Calendario 1386 | Calendario 1386 | Calendario 1386 | Calendario 1386 | Calendario 1386 | Calendario 1386 | Calendario 1386 | Calendario 1386 | Calendario 1386 |
| --------------- | --------------- | --------------- | --------------- | --------------- | --------------- | --------------- | --------------- | --------------- | --------------- | --------------- | --------------- | --------------- | --------------- | --------------- | --------------- | --------------- | --------------- | --------------- | --------------- | --------------- | --------------- | --------------- | --------------- | --------------- | --------------- | --------------- | --------------- | --------------- | --------------- | --------------- | --------------- | --------------- |
|                 | 1               | 2               | 3               | 4               | 5               | 6               | 7               | 8               | 9               | 10              | 11              | 12              | 13              | 14              | 15              | 16              | 17              | 18              | 19              | 20              | 21              | 22              | 23              | 24              | 25              | 26              | 27              | 28              | 29              | 30              | 31              |                 |
| Gennaio         | Lu              | Ma              | Me              | Gi              | Ve              | Sa              | Do              | Lu              | Ma              | Me              | Gi              | Ve              | Sa              | Do              | Lu              | Ma              | Me              | Gi              | Ve              | Sa              | Do              | Lu              | Ma              | Me              | Gi              | Ve              | Sa              | Do              | Lu              | Ma              | Me              |                 |
| Febbraio        | Gi              | Ve              | Sa              | Do              | Lu              | Ma              | Me              | Gi              | Ve              | Sa              | Do              | Lu              | Ma              | Me              | Gi              | Ve              | Sa              | Do              | Lu              | Ma              | Me              | Gi              | Ve              | Sa              | Do              | Lu              | Ma              | Me              |                 |                 |                 |                 |
| Marzo           | Gi              | Ve              | Sa              | Do              | Lu              | Ma              | Me              | Gi              | Ve              | Sa              | Do              | Lu              | Ma              | Me              | Gi              | Ve              | Sa              | Do              | Lu              | Ma              | Me              | Gi              | Ve              | Sa              | Do              | Lu              | Ma              | Me              | Gi              | Ve              | Sa              |                 |
| Aprile          | Do              | Lu              | Ma              | Me              | Gi              | Ve              | Sa              | Do              | Lu              | Ma              | Me              | Gi              | Ve              | Sa              | Do              | Lu              | Ma              | Me              | Gi              | Ve              | Sa              | Do              | Lu              | Ma              | Me              | Gi              | Ve              | Sa              | Do              | Lu              |                 |                 |
| Maggio          | Ma              | Me              | Gi              | Ve              | Sa              | Do              | Lu              | Ma              | Me              | Gi              | Ve              | Sa              | Do              | Lu              | Ma              | Me              | Gi              | Ve              | Sa              | Do              | Lu              | Ma              | Me              | Gi              | Ve              | Sa              | Do              | Lu              | Ma              | Me              | Gi              |                 |
| Giugno          | Ve              | Sa              | Do              | Lu              | Ma              | Me              | Gi              | Ve              | Sa              | Do              | Lu              | Ma              | Me              | Gi              | Ve              | Sa              | Do              | Lu              | Ma              | Me              | Gi              | Ve              | Sa              | Do              | Lu              | Ma              | Me              | Gi              | Ve              | Sa              |                 |                 |
| Luglio          | Do              | Lu              | Ma              | Me              | Gi              | Ve              | Sa              | Do              | Lu              | Ma              | Me              | Gi              | Ve              | Sa              | Do              | Lu              | Ma              | Me              | Gi              | Ve              | Sa              | Do              | Lu              | Ma              | Me              | Gi              | Ve              | Sa              | Do              | Lu              | Ma              |                 |
| Agosto          | Me              | Gi              | Ve              | Sa              | Do              | Lu              | Ma              | Me              | Gi              | Ve              | Sa              | Do              | Lu              | Ma              | Me              | Gi              | Ve              | Sa              | Do              | Lu              | Ma              | Me              | Gi              | Ve              | Sa              | Do              | Lu              | Ma              | Me              | Gi              | Ve              |                 |
| Settembre       | Sa              | Do              | Lu              | Ma              | Me              | Gi              | Ve              | Sa              | Do              | Lu              | Ma              | Me              | Gi              | Ve              | Sa              | Do              | Lu              | Ma              | Me              | Gi              | Ve              | Sa              | Do              | Lu              | Ma              | Me              | Gi              | Ve              | Sa              | Do              |                 |                 |
| Ottobre         | Lu              | Ma              | Me              | Gi              | Ve              | Sa              | Do              | Lu              | Ma              | Me              | Gi              | Ve              | Sa              | Do              | Lu              | Ma              | Me              | Gi              | Ve              | Sa              | Do              | Lu              | Ma              | Me              | Gi              | Ve              | Sa              | Do              | Lu              | Ma              | Me              |                 |
| Novembre        | Gi              | Ve              | Sa              | Do              | Lu              | Ma              | Me              | Gi              | Ve              | Sa              | Do              | Lu              | Ma              | Me              | Gi              | Ve              | Sa              | Do              | Lu              | Ma              | Me              | Gi              | Ve              | Sa              | Do              | Lu              | Ma              | Me              | Gi              | Ve              |                 |                 |
| Dicembre        | Sa              | Do              | Lu              | Ma              | Me              | Gi              | Ve              | Sa              | Do              | Lu              | Ma              | Me              | Gi              | Ve              | Sa              | Do              | Lu              | Ma              | Me              | Gi              | Ve              | Sa              | Do              | Lu              | Ma              | Me              | Gi              | Ve              | Sa              | Do              | Lu              |                 |